# 吴传基
吴传基（1846年—1909年），清末民国中国银行家，宁波商帮早期领袖人物，清末民国初中国钱业代表人物之一。法学家吴经熊之父。浙江鄞县人。世又称吴葭苍（英文作：Chia-Chang） 、吴葭窗，人称“苍师傅”。

## 生平
根据吴经熊名著《超越东西方》记载，吴传基出生于清朝宁波府鄞县一个叫“二十四院”的地方，其实是历史上鄞县的“廿四间”，今为海曙区念书巷，南宋學者王應麟生於此，1927年改作现名，因1927年吴经熊已长久不回宁波，所以不知道改名一事。
1847年二月十三日（农历）生于大清浙江宁波府鄞县。吴传基早年家境贫寒，只念过三年私塾。初在米店做学徒，后成为米商。后赴宁波城著名江夏街的当铺、钱庄学徒。后从事钱庄业，开设乾丰钱庄，是宁波钱庄业的领袖之一。
大清光绪三十一年（1905年），宁波总商会成立，吴传基被推为商会会长，并连任二届。因商业经营成功，受清廷赏戴花翎，成为候选道道员。
吴传基四十岁成为银行家，赴上海发展，接触近代西方金融业，成为中国金融业、银行业近代化先驱之一。与虞洽卿、朱葆三、严信厚等宁波商帮领袖发起在上海创办近代新式私有银行，四明储蓄银行（简称“四明银行”），奏请清廷批准，1908年成立。
隔年（1909年）在上海去世，吴经熊时年10岁。

## 家庭
娶一妻一妾。因四十无子嗣，于1889年纳余桂云为妾，得三子女：长子吴寄生（Joseph）1890年出生，女儿吴莲姐（Gertrude）1894年。
- 三子也是幼子：吴经熊1899年出生[7]
  - 孙吴祖禹：台湾外交家
  - 孙吳季札：美国钢琴家
  - 孙吴树德：台灣法學家

## 评价
- 吴经熊评父亲吴传基：“他一生似乎没有发生过什么大事。若有什么人蛮有善良感情的话，必是吾父无疑。我想不起他曾做过的好事——他从不跟我提”。[8]
- 学者黄次会（Huang Tsu huei）评：“你父亲的一生就像一篇优美的文章，其中言词与意义、理想与事实、情感与理性、柔与力、阴和阳，都完美地和谐为一。学者中我还没有见过这么美妙的人格，尽管他们能妙笔生花。至于你父亲，虽然他写得不好，他的生命本身却是一篇了不起的文章。”[6]
- 宁波总商会评：“可谓当时的风云人物，上通官府，下达群商，人称‘仁厚长老’，连任二届”。
- 《宁波商会史略》称：“乾丰钱庄经理吴葭窗，可谓当时的风云人物，上通官府，下达群商，人称‘仁厚长老’”。[1]
- 清末光绪年间，吴传基曾被人指控，指称他庇护延寿庵尼僧，阻止兴学。宁绍道台喻庶三经查实：“查吴传基立品端正，此事未闻干涉，何得谓其庇尼阻学”。[9]